# Salvamento acuático en los Juegos Mundiales de 2022
El Salvamento acuático será uno de los deportes en los que se compita en los Juegos Mundiales de Birmingham 2022.
Las pruebas tendrán lugar a lo largo de 2 días en el natatorio del Birmingham CrossPlex y se competirá en 16 pruebas, 8 por cada rama.
Será la décima aparición de este deporte en los Juegos, donde solo estuvieron ausentes en la primera edición de 1981.

## Clasificación
Después de que los Juegos se pospusieran de 2021 a 2022, la Federación Internacional de Salvamento y Socorrismo dio a conocer un nuevo calendario de clasificación que abarca competencias que van de febrero a diciembre de 2021.
Los atletas deben conseguir un tiempo mínimo de acuerdo a cada prueba
Los Juegos Mundiales no tienen heats eliminatorios, por lo que solo los ocho mejores tiempos del mundo clasificarán a cada prueba a competir directamente en la final, habiendo un límite de dos atletas por país en cada prueba.
En caso de que más de dos atletas de un solo país se encuentren en el top 8, el siguiente nadador con mejor tiempo tomará su lugar.
Pese a ser sede, Estados Unidos no tiene garantizado su lugar en ninguna prueba.

## Eventos

#### Masculino
| Evento                                 | Oro                                                          | Plata                                                           | Bronce                                                     |
| -------------------------------------- | ------------------------------------------------------------ | --------------------------------------------------------------- | ---------------------------------------------------------- |
| 50 m cargando maniquí                  | Danny Wieck                                                  | Francesco Ippolito                                              | Joshua Perling                                             |
| 100 metros con aletas cargando maniquí | Jan Malkowski                                                | Fabio Pezzotti                                                  | Tim Brang                                                  |
| 100 metros con aletas jalando maniquí  | Tim Brang                                                    | Javier Catalá                                                   | Alberto Turrado                                            |
| 200 metros con obstáculos              | Andreas Hansen                                               | Francesco Ippolito                                              | Enzo Nardozza                                              |
| 200 metros súper salvavidas            | Francesco Ippolito                                           | Kevin Lasserre                                                  | Federico Gilardi                                           |
| Relevo 4x25 con maniquí                | Fabian Ende Joshua Perling Fabian Thorwesten Danny Wieck     | Mauro Ferro Fabio Pezzotti Francesco Ippolito Simone Locchi     | Wojciech Kotowski Adam Dubiel Cezary Kępa Hubert Nakielski |
| Relevo 4 x 50 con obstáculos           | Szebasztián Szabó Bence Gyárfás Krisztián Takács Gábor Balog | Mauro Ferro Simone Locchi Francesco Ippolito Davide Marchese    | Naoya Hirano Takahiro Itaba Yoshiharu Takasu Suguru Ando   |
| Relevo 4 x 50 combinado                | Krisztián Takács Gábor Balog Szebasztián Szabó Bence Gyárfás | Davide Marchese Fabio Pezzotti Simone Locchi Francesco Ippolito | Fabian Ende Jan Malkowski Danny Wieck Fabian Thorwesten    |

#### Femenino
| Evento                                 | Oro | Plata                                                           | Bronce                                                                  |
| -------------------------------------- | --- | --------------------------------------------------------------- | ----------------------------------------------------------------------- |
| 50 m cargando maniquí                  | Nina Holt | Helene Giovanelli                                               | Kerstin Lange                                                           |
| 100 metros con aletas cargando maniquí | Undine Lauerwald | Antía García Silva                                              | Nina Holt                                                               |
| 100 metros con aletas jalando maniquí  | Federica Volpini | Paola Lanzilotti                                                | Justine Weyders                                                         |
| 200 metros con obstáculos              | Nina Holt | Anna Pirovano                                                   | Alicja Tchórz                                                           |
| 200 metros súper salvavidas            | Magali Rousseau | Paola Lanzilotti                                                | Silvia Meschiari                                                        |
| Relevo 4x25 con maniquí                | Undine Lauerwald Nina Holt Vivian Zander Kerstin Lange                                                                                  | Ava Prêtre Magali Rousseau Leslie Belkacemi Ludivine Blanc      | Sofie Boogaerts Stefanie Lindekens Nele Vanbuel Aurélie Romanini        |
| Relevo 4 x 50 con obstáculos           | Petra Senánszky Fanni Gyurinovics Zsuzsanna Jakabos Evelyn Verrasztó Kornelia Fiedkiewicz Klaudia Naziębło Paula Żukowska Alicja Tchórz | Oro compartido                                                  | Helene Giovanelli Lucrezia Fabretti Francesca Pasquino Silvia Meschiari |
| Relevo 4 x 50 combinado                | Nina Holt Vivian Zander Kerstin Lange Undine Lauerwald                                                                                  | Zsuzsanna Jakabos Panna Ugrai Fanni Gyurinovics Petra Senánszky | Helene Giovanelli Lucrezia Fabretti Francesca Pasquino Federica Volpini |

## Medallero
| Rank           |                | Oro | Plata | Bronce | Total |
| -------------- | -------------- | --- | ----- | ------ | ----- |
| 1              | Alemania       | 9   | 0     | 5      | 14    |
| 2              | Hungría        | 3   | 0     | 0      | 3     |
| 3              | Italia         | 2   | 10    | 5      | 17    |
| 4              | Francia        | 1   | 2     | 1      | 4     |
| 5              | Polonia        | 1   | 0     | 2      | 3     |
| 6              | Dinamarca      | 1   | 0     | 0      | 1     |
| 7              | España         | 0   | 2     | 1      | 3     |
| 8              | Bélgica        | 0   | 0     | 1      | 1     |
| 8              | Japón          | 0   | 0     | 1      | 1     |
| Totales (9 es) | Totales (9 es) | 17  | 14    | 16     | 47    |